# Irak aux Jeux olympiques d'été de 2008
L'Irak participe aux Jeux olympiques d'été de 2008 à Pékin. Il s'agit de sa 12e participation à des Jeux d'été. 
Après négociations à la suite d'une exclusion temporaire, l'équipe est composée de seulement quatre athlètes participant à trois épreuves, dont deux en athlétisme.

## Participants

### Athlétisme
Femmes
- 100 m
  - Dana Hussain

- 200 m
  - Dana Hussain

Hommes
- Lancer du poids
  - Haidar Nasir

#### Hommes
| Épreuve          | Athlète               | Séries   | Séries | Quarts de finale | Quarts de finale | Demi-finales | Demi-finales | Finale   | Finale |
| Épreuve          | Athlète               | Résultat | Rang   | Résultat         | Rang             | Résultat     | Rang         | Résultat | Rang   |
| ---------------- | --------------------- | -------- | ------ | ---------------- | ---------------- | ------------ | ------------ | -------- | ------ |
| Lancer du disque | Haidar Nasser Shaheed | 54,19 m  | 17e    | -                | -                | -            | -            | -        | -      |

#### Femmes
| Épreuve    | Athlète         | Séries   | Séries | Quarts de finale | Quarts de finale | Demi-finales | Demi-finales | Finale   | Finale |
| Épreuve    | Athlète         | Résultat | Rang   | Résultat         | Rang             | Résultat     | Rang         | Résultat | Rang   |
| ---------- | --------------- | -------- | ------ | ---------------- | ---------------- | ------------ | ------------ | -------- | ------ |
| 100 mètres | Dana Abdulrazak | 12,36    | 6e     | -                | -                | -            | -            | -        | -      |

### Aviron
- Hamza Hussein
- Haidar Nozad

| Athlète(s)    | Compétition    | Série         | Série | Quart de finale | Quart de finale | Demi-finale | Demi-finale | Finale                 | Finale |
| Athlète(s)    | Compétition    | Temps         | Rang  | Temps           | Rang            | Temps       | Rang        | Temps                  | Rang   |
| ------------- | -------------- | ------------- | ----- | --------------- | --------------- | ----------- | ----------- | ---------------------- | ------ |
| Haidar Nozad  | Deux de couple | 7 min 00 s 46 | 5e    | 6 min 52 s 71   | 5e              | NC          | NC          | Finale C 6 min 52 s 02 | 2e     |
| Hussein Jebur | Deux de couple | 7 min 00 s 46 | 5e    | 6 min 52 s 71   | 5e              | NC          | NC          | Finale C 6 min 52 s 02 | 2e     |